# Karl Pflug
Karl Hermann Felix Pflug (* 14. Januar 1880 in Waldenburg; † April/Mai 1945 in Berlin-Nikolassee) war ein deutscher Pädagoge und Politiker (DNVP).

## Leben
Der Sohn des Gymnasiallehrers Karl Pflug und der Margarete, geb. Prüfer, besuchte das Humanistische Gymnasium in Waldenburg, an dem er zu Ostern 1898 das Abitur ablegte. Im Anschluss studierte er bis 1902 Germanistik und evangelische Theologie an den Universitäten in Marburg, Greifswald, Berlin, Halle und Breslau. Am 27. Mai 1903 bestand er das Philologische Staatsexamen. Seinen Vorbereitungsdienst absolvierte er an den königlich preußischen Gymnasien in Liegnitz, Kreuzburg und Lauban.
Pflug war von 1905 bis 1909 als Oberlehrer am königlichen Gymnasium in Ohlau tätig und wechselte Ostern 1909 an das Helmholtz-Realgymnasium in Schöneberg. Er nahm ab August 1914 als Kriegsfreiwilliger am Ersten Weltkrieg teil und wurde schwer verwundet. Während des Krieges wurde er mit dem Eisernen Kreuz II. Klasse, dem Verwundetenabzeichen und dem Verdienstkreuz für Kriegshilfe ausgezeichnet.
Nach der Rückkehr aus dem Krieg setzte Pflug seine Lehrtätigkeit in Schöneberg fort. Neben seiner beruflichen Tätigkeit verfasste er Beiträge für pädagogische Zeitschriften und war von 1919 bis 1924 Mitherausgeber der Nationalen Erziehung. Er trat nach der Novemberrevolution in die Deutschnationale Volkspartei (DNVP) ein, war Erster Vorsitzender des Deutschnationalen Lehrerbundes (DNLB) und Vorsitzender der staatspolitischen Arbeitsgemeinschaft der DNVP. Im Juni 1920 nahm er als Vertreter des DNLB an der Reichsschulkonferenz teil. Von März 1919 bis Januar 1921 war er Mitglied der Schöneberger Stadtverordnetenversammlung und nach der Bildung von Groß-Berlin Bezirksverordneter des 11. Bezirks. Im Februar 1921 wurde er als Landeswahlvorschlag der DNVP in den Preußischen Landtag gewählt, dem er bis 1924 angehörte.
Pflug war von 1924 bis 1933 als Oberstudienrat Direktor des Friedenauer Gymnasiums. Ende der 1920er Jahre wohnte er am Maybachplatz 5.
Nach der Machtübernahme der Nationalsozialisten wurde Pflug 1933 als Oberschulrat in das Berliner Oberpräsidium (Provinzial-Schulkollegium) berufen. Bereits ein Jahr später wurde er aufgrund des Gesetzes zur Wiederherstellung des Berufsbeamtentums in den vorzeitigen Ruhestand versetzt. 1940 übernahm er die Leitung des Internates Deutsche Heimschule in Waldsieversdorf (ursprünglich: Pädagogium Waldsieversdorf). Ralf Dahrendorf, der dort einer seiner Schüler war, notierte 2002 in seiner Autobiographie, dass Pflug „Nazis verabscheute“.
Karl Pflug war geschieden und hatte einen Sohn. 1942 heiratete er die Oberstudiendirektorin und ehemalige Reichstagsabgeordnete Ulrike Scheidel. Nach Auskunft seiner ersten Frau wurde er am 1. Mai 1945 in seinem Haus in Berlin-Nikolassee von Soldaten der Roten Armee erschossen. Gemeinsam mit seiner zweiten Frau, die bei der Erschießung ebenfalls den Tod fand, wurde er auf dem Alten Friedhof Wannsee beigesetzt.